# Cladium mariscus
Marisque
Espèce
Classification phylogénétique
Statut de conservation UICN

 LC  : Préoccupation mineure
Cladium mariscus (ou marisque) est une plante dont la classification en sous-espèce est controversée :
La sous-espèce Cladium mariscus subsp. jamaicense est considérée par certains auteurs comme une espèce séparée, Cladium jamaicense.
Une roselière dominée par la marisque est appelée cladiaie.

## Liste des sous-espèces
- Cladium mariscus subsp. jamaicense
- Cladium mariscus subsp. californicum